# 德国驻青岛领事馆旧址
36°03′46.3″N 120°19′9.5″E / 36.062861°N 120.319306°E
德国驻青岛领事馆旧址位于中国山东省青岛市市南区青岛路1号，青岛路广西路路口东北角处，邻近胶澳总督府旧址，建于1912年，最初为俄侨马克·齐默尔曼的私人宅第，现为青岛市政协用房，为全国重点文物保护单位青岛德国建筑群的一部分。

## 历史

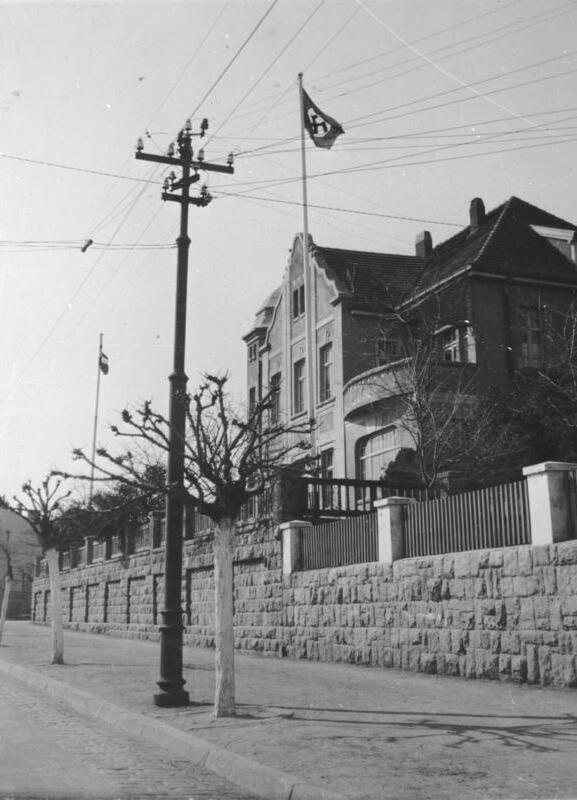
德国驻青岛领事馆旧影

青岛路1号最初为俄国畜产商人马克·齐默尔曼（Mark Zimmerman）于1912年建造的别墅，1913年的土地登记显示该地产登记在齐默尔曼之妻薇拉·齐默尔曼名下（Viera Zimmerman）。约1917年，该楼被另一位俄国侨民购买。
1926年12月，德国政府在作为前德国殖民地的青岛正式设立领事馆，德国领事馆从俄国人手中租用了青岛路1号别墅作为馆址，并一直设于此处直至关闭。德国驻青岛领事先后为师谋（Kurt Schirmer）、巴恩谔（Enno Bracklo）、冯扫恳（Hans von Saucken）。1945年5月德国投降后，德国领事馆闭馆。
1947年，孔子后裔、孔氏八府嫡系后裔、青岛银行公会理事长孔祥勉购买了这栋别墅，命名为“南园”，与家人入住该别墅。1981年9月，孔祥勉子女孔令仁、孔令朋等8人在该宅重聚，决定将该别墅赠予政府，用于开设孔子纪念馆。1985年，孔令和、孔令仁、孔令多正式签署协议，将“南园”捐献政府。1986年，南园孔子纪念馆开馆。该楼现为青岛市政协所使用，孔子纪念馆实际不对外开放。2000年，该建筑列入第一批青岛市历史优秀建筑。2006年5月25日列入第六批全国重点文物保护单位青岛德国建筑群扩展名单。

## 建筑
该建筑坐落于观海山以南的坡地上，因地基与街道有落差而建有花岗岩护坡墙，坐北朝南，视野开阔，自建筑内可望青岛湾海岸景色。建筑占地面积1408平方米，建筑面积1165.4平方米，砖石木结构，楼高2层，带有阁楼和地下室。外墙为米黄色粉墙，花岗岩蘑菇石勒脚。外立面装饰简洁，南立面与西立面各起一山墙，西南转角处建有八角塔楼，塔顶为墨绿色折线圆顶，与米黄色墙面形成鲜明对比。山墙上增加了纵向凸出线条，以强化建筑高直感，同时与窗底的花岗岩条石、一二层之间的装饰带及东南角的弧形线条，形成虚实对比。屋顶敷以红色牛舌瓦，上开老虎窗。
该楼在西南角、东南角、北侧各设有三个入口。其中西南角入口为主入口，以花岗岩拱券装饰，通往走廊，东南角入口通往花房，北侧入口则连接后院与供仆人使用的楼梯，下方为地下室。一层南侧为客厅、交谊厅、餐厅等房间，北侧为木制楼梯，二层主要为卧室。楼内房间大部分高4米，铺设木制地板。
该建筑融合了德国青年派与新文艺复兴式风格，整体外观简洁，摒弃了德占时期早期建筑常用的敞廊、圆券大窗等元素及繁琐的装饰，建筑形体简化、轮廓清晰，体现了1905年后青岛及德国本土建筑风格的变化趋势。

## 图集
- 胶澳总督府旧址与德国领事馆，1938年
- 2001年的青岛路，右侧为德国领事馆旧址，远处可见胶澳总督府旧址与左侧的开治酒店旧址
- 德国领事馆旧址南立面，2015年
- 院墙，2016年